# Planes de la Casanova
Les Planes de la Casanova són uns plan ocupats per camps de cultiu de la comarca del Solsonès que es troba al poble de Pinós, al municipi del mateix nom. Estan situats al SO de la masia de la Casanova, entre els 668 i els 682 metres d'altitud.